# 드미트리 브루벨

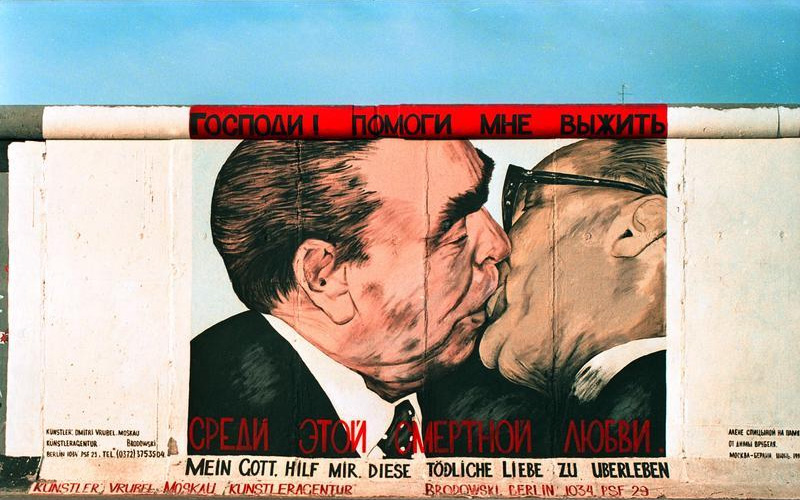
베를린 장벽에 있는 신이시여, 이 죽음에 이르는 사랑 속에서 우리를 살아남게 하소서

드미트리 블라디미로비치 브루벨(러시아어: Дмитрий Владимирович Врубель, 1960년 7월 14일 ~ 2022년 8월 14일)은 러시아의 화가이다. 그는 키스하는 공산주의 지도자 레오니트 브레즈네프와 에리히 호네커를 그린 이스트 사이드 갤러리 그림으로 가장 잘 알려져 있다.
브루벨은 소련의 모스크바에서 태어났다. 그의 성은 폴란드의 흔한 성인 브로벨의 러시아화이다.